# Homosexualismus
Homosexualismus je jeden z původních výrazů z konce 60. let 19. století pro homosexualitu jakožto sexuální orientaci. Zhruba od roku 2000 se příležitostně objevuje i v novém významu jako označení ideologie spojené jak s propagací homosexuality coby normální varianty sexuality, tak s podporou rovných či specifických práv pro homosexuály. V tomto novém významu je výraz „homosexualismus“ obvykle užíván jeho ideovými odpůrci.

## Užití pojmu

### Synonymum pro homosexuální orientaci
Karl Maria Kertbeny je považován za původce pojmů homosexuality a heterosexuality. Za nejstarší použití adjektiva „homosexual“ je považován jeho dopis z 6. května 1868. Veřejně Kertbeny obě orientace poprvé pojmenoval ve dvou anonymních traktátech proti pruské legislativě, zveřejněných roku 1869 v Lipsku. Kertbeny ve svých textech střídal různé tvary, zejména adjektivní tvar „homosexual“. Výraz „Homosexualismus“ bez významového rozlišení střídal s termínem „Homosexualität“. Používal i další slova s podobnými koncovkami, například heterosexualitu pojmenoval termínem „heterosexualism“, masturbátora označoval slovem „monosexualist“, osobu provádějící anální styk „pygist“ atd.
Některé slovníky angličtiny uvádějí primárně či výhradně tento význam slova homosexualism.
Užívání výrazu v tomto významu postupně ustoupilo termínu homosexualita. V polštině je dosud základním výrazem vedle popolštěné verze homoseksualność. V ruštině je tento termín zatížen negativními odsuzujícími a psychiatrizujícími konotacemi, které získal za sovětské éry, zatímco termín гомосексуальность je vnímán jako pozitivnější synonymum. Výraz „homosexualista“ s sebou podle D. V. Voroncova nese negativní konotaci, představu člověka, který projevuje zlou vůli narušovat normativy sexuálních vztahů. Igor Semjonovič Kon tvrdí, že výrazy homosexualismus a homosexualista předpokládají binárnost: homosexualistou člověk může buď být, anebo nebýt. Termíny homosexualita a homosexuál podle něj v sobě zahrnují představu o variantnosti a plastičnosti jevu.
„Není jediný, pro všechny stejný homosexualismus, ale rozličné homosexuality.“ (Igor Semjonovič Kon, «Лики и маски однополой любви» (Tváře a masky jednopohlavní lásky), 1998)
„Píšu „homosexualita“ a ne „homosexualismus“, a podle toho též „homosexuál“ a ne „homosexualista“, protože slova s příponami „ismus“ a „ista“ jsou v ruském jazyce vnímána jako označení nějaké teorie, myšlenkového směru, ideologie a přívrženců takové koncepce, a v jiných jazycích takové slovo většinou není. Slovu „homosexualista“ (s touto příponou) odpovídá celoevropské slovo „homosexual“ (bez přípony). Termín „homosexualista“ byl v ruštině odvozen od slova „homosexualismus“ a vstoupil do jazyka tehdy, když lidé tohoto založení byli vnímáni jako heretici, kteří se zlomyslně odchylují od společenských norem chování a názorů. To je spojeno s představou o svévolné a svobodně vybrané životní pozici, kterou je možno chránit a propagovat. Přitažlivost ke stejnému pohlaví však zpravidla není primárně taková, i když v průběhu boje o přežití může získat i takové podoby. Proto slova „homosexualista“ a „homosexualismus“ nepoužívám, nanejvýš v citátech.“ (Lev Samuilovič Klejn, archeolog, antropolog a filolog, «Другая любовь: природа человека и гомосексуальность» (Jiná láska. Přirozenost člověka a homosexualita), 2000)

### Odlišení vlastnosti a myšlenkového směru
Termín homosexualismus nově začal být používán v 21. století odpůrci normality homosexuální orientace a rovných či specifických práv homosexuálů, a to v posunutém významu jako označení pro homosexuální hnutí a ideologii, která usiluje o změnu postoje k homosexualitě. Filip Krenar označuje tento termín za typického představitele „pravicově-konzervativního jazyka“.
V Německu se v září 2000 objevil článek, který zpochybňoval principiální homofobii nacismu a neonacismu. Připomínal také nacistické a neonacistické osobnosti, které měly údajně vztah k homosexualismu v tomto smyslu.
Rovněž americký politik vystupující proti potratům a stejnopohlavnímu manželství, profesor sociologie a filozofie David Carlin ve své knize z roku 2012 Homosexualism and Catolicism (Homosexualismus a katolicismus) popsal užití termínu homosexualismus pro popis ideologie současného morálně-politického hnutí, obvykle nazývaného „hnutím za práva gayů“.

#### Výskyt termínu v češtině
Jednu z vln použití termínu spustil už v roce 2006 v diskusi o uzákonění registrovaného partnerství osob stejného pohlaví ředitel politického odboru Kanceláře prezidenta republiky Ladislav Jakl, který v lednu 2006 charakterizoval homosexualismus jako „ideologii, která by se ráda stala jakýmsi státním náboženstvím bez odluky“. Jakl ve svém článku mj. zpochybnil nejen státní podporu registrovanému partnerství osob téhož pohlaví.Štěpán Kotrba v Britských listech tyto Jaklovy teze označil za aplikaci leninských revolučních zjednodušení.
V červnu 2010 se termíny homosexualismus a homosexualisté objevily v tiskovém prohlášení konzervativní Akce D. O. S. T. vedené Ladislavem Bátorou v souvislosti s podporou akce, kterou Mladí křesťanští demokraté ve spolupráci s Hnutím pro-life uspořádali proti Queer Parade v Brně. Akce D. O. S. T. se ohradila proti údajnému ideologickému zneužívání problematiky sexuálních menšin a vysvětlila své pojetí rozdílu mezi homosexualitou a homosexualismem takto: „Zatímco homosexualita je sexuálním zaměřením, ´homosexualismus´ je jen propagandistickým nástrojem v rukou politických dobrodruhů, kteří zneužívají danou problematiku a důvěru některých homosexuálů i toleranci české veřejnosti.“ Znaky homosexualismu jsou podle prohlášení „agresivní, úmyslně provokativní a šokující styl veřejné prezentace, výrazné projevy nesnášenlivosti vůči jinak smýšlejícím občanům a civilizačním hodnotám a vědomé zjednodušování a zkreslování reality“. Podle dalšího textu Akce D. O. S. T. ze stejného období je homosexualismus nebezpečnou propagandou různých skupin i jednotlivců, „politických dobrodruhů“, zneužívajících reálné problémy příslušníků sexuálních menšin za účelem vlastního zviditelnění a budování osobní kariéry či politické moci.
Václav Klaus později zmínil, že 28. července 2011 vystoupil na univerzitě v Melbourne se svým projevem o ohroženích svobody ve 21. století, v němž mimo jiné řekl: „We may respect homosexuality, but not homosexualism.“ („Můžeme respektovat homosexualitu, ne však homosexualismus.“) Podobně se Klaus vyjádřil začátkem srpna 2011 ve svých protestech proti záštitě pražského primátora Bohumila Svobody poskytnuté akci Prague Pride 2011.
Bohemistka Olga Martincová, vedoucí dvoudílného slovníku neologismů s názvem Nová slova v češtině, v srpnu 2011 pro idnes.cz uvedla, že prezidentovo použití tohoto termínu pokládá za „dobrý pokus o významové odstínění homosexuality jako vlastnosti a homosexualismu jako myšlenkového směru“. V případě prezidenta Klause podle ní užití termínu homosexualismus zapadá do hojného vytváření různých -ismů u témat, ke kterým zaujímá obvykle vyhraněný postoj, jako havlismus, environmentalismus, NGO-ismus, evropeismus. Markéta Pravdová, vedoucí Oddělení jazykové kultury Ústavu pro jazyk český, tamtéž uvedla, že užití slova homosexualismus zatím nezaznamenali, a nevyloučila, že jde o vlastní invenci prezidenta Klause.
Výraz homosexualista v narážce na Klausovo pojetí tohoto výrazu použil k sebedeskripci i šéfredaktor gay časopisu Lui Jakub Starý. Ten homosexualistu vysvětlil jako gaye žijícího otevřeným životem.)
Hlavní analytik Hospodářských novin Jindřich Šídlo pak ve svém komentáři 31. srpna 2011 užil odvozený termín „antihomosexualismus“ jako označení součásti politického programu skupiny kolem prezidenta Václava Klause.

## Historické souvislosti

### Manifest Fronty za osvobození gayů
V roce 1971 zveřejnila skupina organizací zvaná Gay Liberation Front (Fronta za osvobození gayů) svůj Manifest. V srpnu 2013 uvedl gay aktivista a levicový politik Peter Tatchell v anglickém deníku The Guardian, že dokument ve své době představoval revoluci v občanském uvědomění a „zůstává revolučním dodnes“. Dle něj dokument představuje „průkopnický program společenské a osobní transformace“ a „kritiku homofobie, sexismu, manželství, nukleární rodiny, monogamie, kultu mládí a krásy, patriarchátu, ghetta pro gaye a rigidních mužských a ženských genderových rolí“. Podle Tatchella totiž manifest tvrdí, že většina útlaku LGBT lidí pramení právě z toho, že tito lidé „vybočují ze společensky předepsaných, ortodoxních genderových rolí mužství a ženství“. Hilary Whiteová z pro-life serveru LifeSiteNews.com vidí manifest jako počátek homosexualismu. Whiteová dále uvedla, že Tatchell dobře popsal původ a cíle oné ideologie, kterou ona nazývá „homosexualismem“.

### Legislativní zákazy v Rusku
V roce 2012 město Petrohrad přijalo zákon zakazující tzv. „propagandu homosexualismu“ (rusky пропаганда гомосексуализма)
V roce 2013 byl ruskou Dumou přijat federální zákon „O změně článku 5 federálního zákona „O ochraně dětí před informacemi škodlivé pro jejich zdraví a vývoj“ a některých legislativních aktů Ruské federace za účelem ochrany dětí před informacemi propagujícími popření tradičních rodinných hodnot“, (rusky «О внесении изменений в статью 5 Федерального закона «О защите детей от информации, причиняющей вред их здоровью и развитию» и отдельные законодательные акты Российской Федерации в целях защиты детей от информации, пропагандирующей отрицание традиционных семейных ценностей») Tento zákon, nazývaný též jako zákaz propagace homosexualismu mezi nezletilými (rusky законопроект, запрещающий пропаганду гомосексуализма) byl přijat valnou většinou 386 z 388 hlasů.

### Balkánské protesty
Srbské klerikálně politické uskupení Dveri pořádalo v roce 2014 protest proti Pride Parade v Bělehradu. Jeden z jeho zástupců pro místní tisk prohlásil, že LGBT manifestace by byla „ostudou“ Srbska a počátkem „intenzivního útoku ideologie homosexualismu na celou společnost a všechny státní instituce“. Dodal, že „Dveri nemá problém s homosexuály, protože se nikomu nechce plést do soukromí. Nicméně je proti zavádění ideologie, která vnucuje něco nepřirozeného jako přirozené a prezentuje něco nenormálního jako normální“. Uskupení již dříve požadovalo zákaz gay pride a dožadovalo se připojení Srbska k „Eurasijské integraci“.